# Lý Hương Cầm
Lý Hương Cầm, tên thật là Lý Thụy Cầm, bà là một trong những nữ diễn viên gạo cội của màn ảnh Hong Kong từ giữa thập niên 1960.

## Tiểu sử
Lý Hương Cầm sinh ra trong một gia đình truyền thống tại Macao, cha là nhà kinh doanh vựa gạo và làm chủ một cửa hàng thu đổi vàng bạc và ngoại tệ. Cha của bà có đến năm người vợ, Lý Hương Cầm cùng một em trai và hai em gái là con của người vợ cả, một em trai khác mẹ là Lý Thụ Giai từng bị bà đăng báo cắt đứt quan hệ chị em năm 1996 vì thói ham mê cờ bạc, là con nuôi của người mẹ thứ năm.
Từ nhỏ, Lý Hương Cầm đã năng nổ, thành tích học tập khá tốt, là cô con gái cưng của gia đình nên quá trình lớn lên của bà có thể nói là sống trong nhung lụa nếu như không có một ngày công việc kinh doanh của cha mình thất bại, Lý Hương Cầm phải ra ngoài diễn kịch, đóng phim kiếm tiền, trở thành trụ cột kinh tế gia đình.

## Sự nghiệp
Ngay từ nhỏ, Lý Hương Cầm đã có niềm đam mê với sân khấu Việt kịch. Năm 16 tuổi, bà chính thức bước lên sàn diễn, chủ yếu được giao các vai thứ chính. Đến năm 1996, Lý Hương Cầm bắt đầu tham gia đóng phim điện ảnh, tác phẩm đầu tay là Hoàng Phi Hồng tam hý Nữ tiêu sư. Vào thời điểm bấy giờ, Lý Hương Cầm nổi tiếng với các vai phản diện, hình tượng nổi bật là mẹ kế độc ác, kẻ thứ ba, cung phi thâm hiểm...bộ phim điện ảnh đầu tiên bà đảm nhận là Uyên ương giang di hận (1960). Các tác phẩm đáng chú ý khác có: Hán Vũ đế mộng hội Vệ phu nhân (1959), Hoàng hậu kẻ chợ (1964), 999 ba hung thủ ly kỳ (1964)...vì bà từng đóng rất thành công vai "Tây cung nương nương" nên còn có biệt danh là '"Tây cung Cầm".
Năm 1972, Lý Hương Cầm gia nhập đài truyền hình TVB, trở thành một trong những MC trụ cột của tiết mục tổng hợp ăn khách Hoan liêu kim tiêu, ngoài ra bà còn góp mặt trong nhiều bộ phim truyền hình: Thân tình, Người trong lưới...Sau khi chuyển sang hoạt động trong ngành truyền hình, thể loại vai diễn của bà cũng theo đó thay đổi, từ vai ác thành người mẹ hiền, rất được lòng khán giả.

## Danh sách phim
Danh sách này không đầy đủ, bạn cũng có thể giúp mở rộng danh sách.
- Story of the Vulture Conqueror (1958 / 1959)
- Story of the White-haired Demon Girl (1959)
- Dance with the Dragon (1991)
- All's Well, Ends Well (1992)
- The Bride with White Hair 2 (1993)

Ngân Hồ Về Đêm (1993)
Ngày Mai Trời Lại Sáng (1996)(The Good Old Day)
- Sức mạnh tình thân (2008)
- All's Well, Ends Well 2009 (2009)
- All's Well, Ends Well 2010 (2010)
- Bruce Lee, My Brother (2010)
- Công chúa giá đáo (2010)
- All's Well, Ends Well 2011 (2011)